# Норшьопинг (община)
Община Норшьопинг (на шведски: Norrköpings kommun) е разположена в лен Йостерйотланд, югоизточна Швеция с обща площ 1612 km2 и население 133 749 души (към 31 декември 2013). Административен център на община Норшьопинг е едноименния град Норшьопинг.